# Лихачов (острів)
Лихачов (рос.: Лихачёв) — острів у північно-західній частині Каспійського моря в дельті Волги. Адміністративно розташований у Камизяцький район Астраханської області Росії. Найвища точка — 26,6 м над рівнем моря
.
На захід від острова розташовано Бардининський канал
.